# Rick Hunolt
Richard Edward Hunolt, detto Rick (Berkeley, 1º luglio 1963), è un chitarrista statunitense, di genere Thrash metal.

## Biografia
È principalmente conosciuto per essere stato il chitarrista di lunga data della band Thrash metal californiana Exodus. In cui è entrato nel 1983, rimpiazzando Evan McCaskey, che era stato a sua volta ingaggiato per sostituire l'originale chitarrista della band Kirk Hammett, che aveva lasciato la band per entrare nei Metallica. Di conseguenza ha partecipato negli album della band pubblicati negli anni'80 e nei primi anni' 90, condividendo il ruolo di chitarrista solista con Gary Holt con cui formavano il duo detto "H-Team" fino allo scioglimento della band nel 1994. Ha partecipato anche alle reunions della band nel 1997 e nel 2001.
Poco dopo la pubblicazione da parte degli Exodus dell'album Tempo of the Damned nel 2004, ha lasciato la band per passare più tempo con la sua famiglia. Si è riunito nuovamente alla band nell'estate del 2012 per il suo tour europeo, ma non è tornato ufficialmente a far parte della band, ha semplicemente sostituito Gary Holt che era entrato a sua volta a far parte degli Slayer al posto di Jeff Hanneman.
Come chitarre faceva uso di Ibanez e Jackson negli anni'80 e 90. Prima di entrare a far parte degli Exodus era stato studente di Joe Satriani.

## Discografia

### Con gli Exodus
- 1985- Bonded by Blood
- 1987- Pleasures of the Flesh
- 1989- Fabulous Disaster
- 1990- Impact Is Imminent
- 1992- Force of Habit
- 2004- Tempo of the Damned